# Punta Rotja
Punta Rotja és una punta de la costa nord de Ciutadella. El seu nom és degut al color de les roques que la configuren. Per arribar-hi heu d'enfilar la ronda nord de Ciutadella i seguir les indicacions cap a les platges d'Algaiarens. Un cop hi arribeu trobareu dos espais per aparcar; deixau el cotxe al segon aparcament. En primer lloc, heu d'anar fins a la platja dels Tancats prenent un camí que hi ha al costat d'una zona amb taules i bancs. Travessau la platja fins baix de tot i girau cap a la dreta. Cercau una barrereta metàl·lica al costat esquerre. Si seguiu aquest caminet dins la marina trobareu el torrent de la Vall i arribareu a la platja des Bot tot just després de pujar una duna d'arena. Travessau també la platja des Bot i enfilau-vos cap una zona de pins, una mica elevada. Les vistes són espectaculars perquè els blaus del mar i del cel es barregen amb els verds de la marina. Continuau caminant i enfilau un camí més o manco ample que deixa el riu a la banda dreta.